# Деніс Муквеге
Деніс Муквеге (фр. Denis Mukwege, нар. 1 березня 1955, Костерманвіль, Бельгійське Конго) — конголезький лікар-гінеколог і правозахисник, відомий тим, що надав допомогу тисячам жінкам-жертвам сексуального насилля, скоєного під час Другої конголезької війни. Лауреат численних премій і нагород за свою діяльність, зокрема, премії імені Андрія Сахарова 2014 року та Нобелівської премії миру 2018 року спільно з Надею Мурад. 2016 року увійшов до переліку 100 найбільш впливових осіб світу журналу Time.

## Біографія
Деніс Муквеге народився 1 березня 1955 року в місті Костерманвіль у Бельгійському Конго (сучасне місто Букаву в ДРК), він став третьою (з п'яти) дитиною у родині пастора-п'ятидесятника. У дитинстві батько долучав Деніса до своєї проповідницької діяльності, зокрема, відвідуючи хворих, що вплинуло на вибір фаху лікаря його сином у майбутньому. Вивчав медицину в Університеті Бурунді, після чого повернувся до Конго, де працював педіатром у лікарні селища Лемера.
Пізніше Муквеге вирішив змінити медичну спеціалізацію. Здобувши стипендію на навчання в Університеті Анже, він вивчав акушерство і гінекологію, після чого протягом нетривалого часу практикує у Франції. 1989 року Муквеге повертається до Лемера, де у лікарні організовує акушерсько-гінекологічне відділення, де працює аж до моменту знищення лікарні у 1996 року в ході громадянської війни.
Того ж року Муквеге повертається до рідного Букау, де 1999 року засновує госпіталь Панзі. У своєму госпіталі він планував проводити стандартні гінекологічні процедури, зокрема, приймати пологи, проте з його відкриттям до госпіталю почали звертатися сотні жінок і дівчат, які зазнали сексуального насильства у ході війни. За час існування госпіталю десятки тисяч жінок і дівчат стали пацієнтками доктора Муквеге, а його робота з надання допомоги жертвам сексуальних злочинів була визнана світовим співтовариством.
Надаючи допомогу постраждалим, Деніс Муквеге почав привертати увагу міжнародних організацій та урядів країн до проблеми використання сексуального насилля як зброї під час війн.
У жовтні 2012 року на будинок Деніса Муквеге було скоєно напад. Охорона Муквеге змогла ліквідували зловмисників, проте не минулося без жертв: один з охоронців лікаря загинув у перестрілці. Сам Мугвеге врятувався тільки через те, що як тільки нападники почали стріляти, він впав на землю, отримавши легке вогнепальне поранення. Після замаху він разом із родиною виїхав до Європи — спочатку до Швеції, згодом до Бельгії.
Муквеге повернувся до Букаву 14 січня 2013 року, де населення прийняло його теплим прийомом протягом 20 миль від аеропорту Кавуму до міста. Особливо тепло його зустріли пацієнти, які збирали кошти на оплату його зворотного квитка, продаючи ананаси та цибулю.

## Нагороди
- Премія Улофа Пальме (2008)
- Премія прав людини ООН (2008)
- Медаль Валленберга Мічиганського університету (2010)[10]
- Премія імені Сахарова (2014)
- Нобелівська премія миру (2018)

### Університетські відзнаки
- Почесний доктор університету Умео (2010)[14]
- Почесний доктор Католицького університету Лувена (2014)[15]
- Почесний доктор Вінніпезького університету (2014)[11]

### Членство
- Всесвітня організація охорони здоров’я (ВООЗ), член Наукової ради (з 2021 р.)[16]
- Глобальний форум жінок-політичних лідерів (WPL), член Глобальної консультативної ради[17]
- Panzi Foundation, президент, співзасновник, головний лікар.[18]
- Фонд Муквеге, спеціальний радник правління.[19]
- Глобальний фонд для постраждалих від сексуального насильства, пов’язаного з конфліктом, співзасновник і президент.